# Lucy Boynton

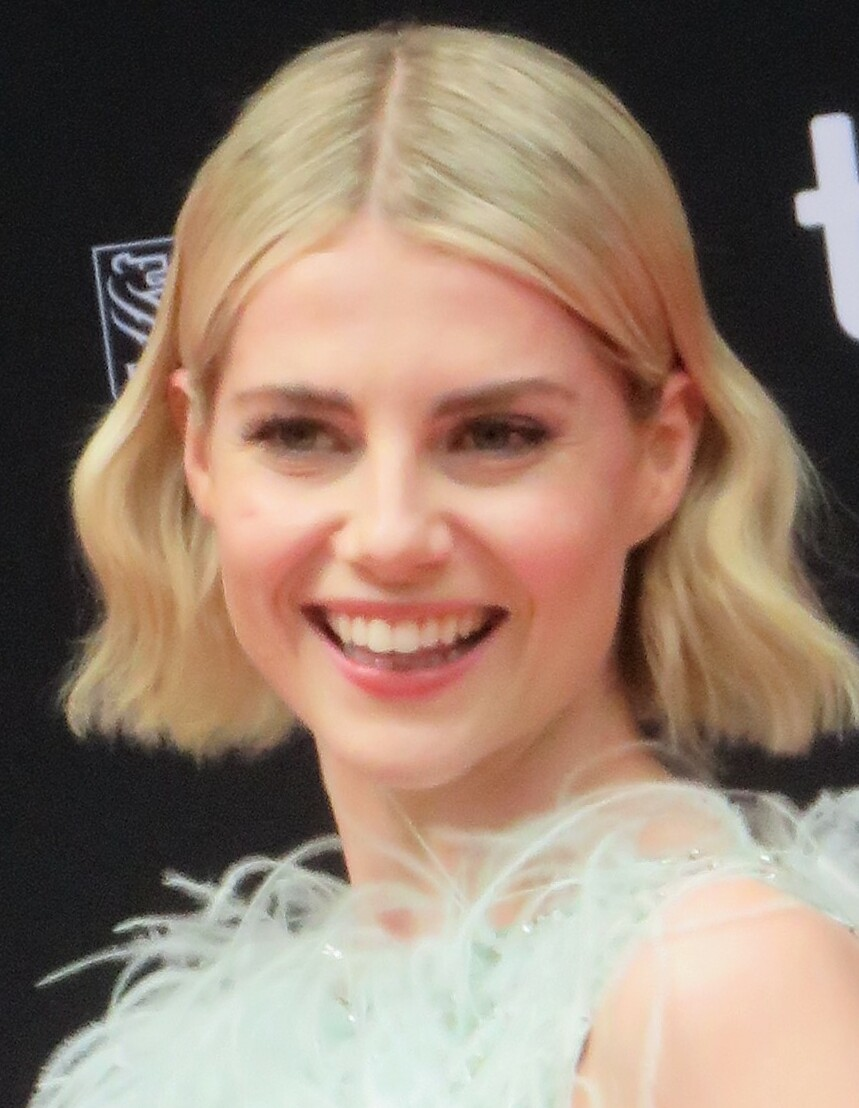
Lucy Boynton (2023)

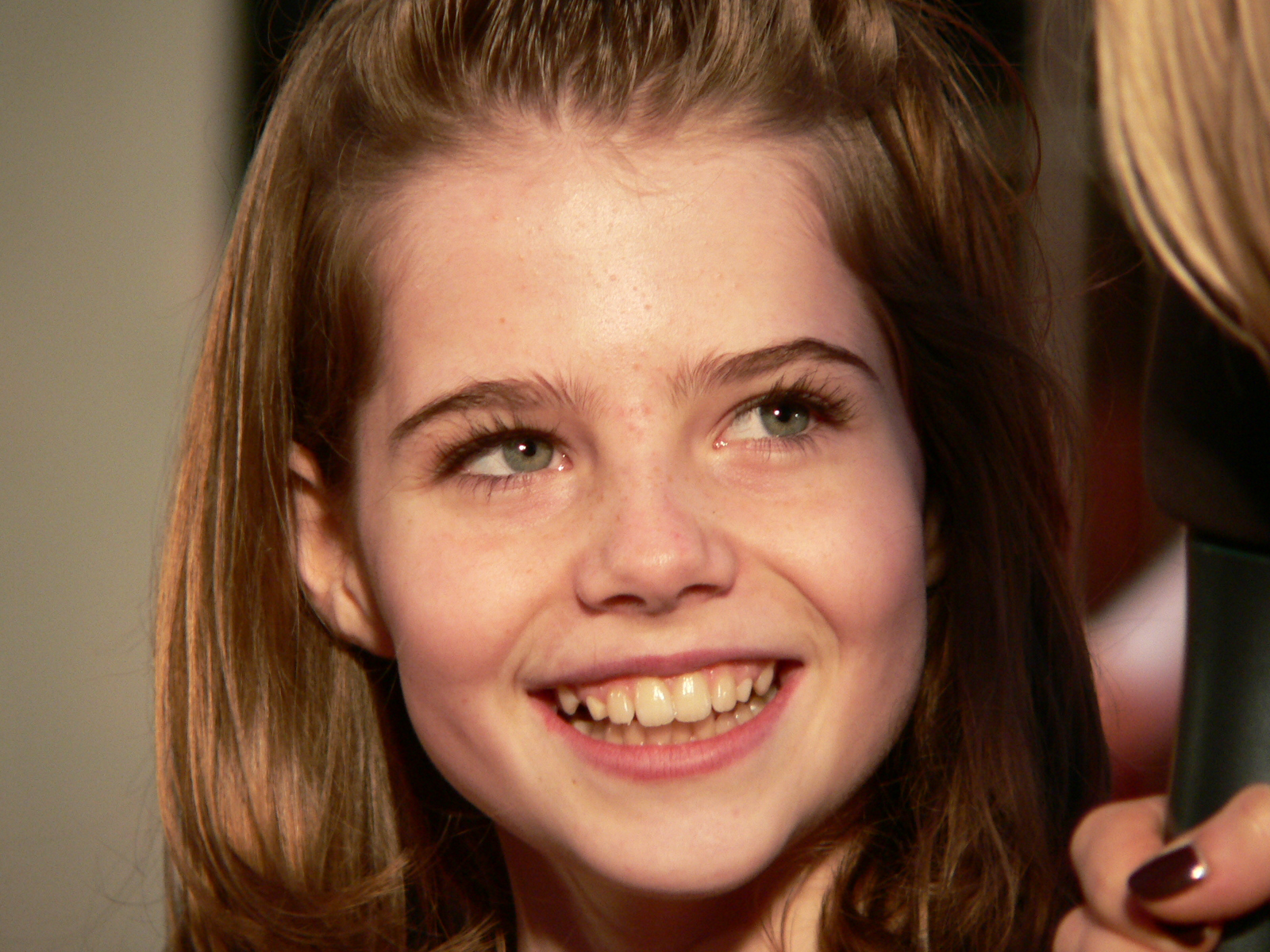
Lucy Boynton bei der Premiere von Miss Potter (2006)

Lucy Christabel Boynton (* 17. Januar 1994 in New York City) ist eine britische Schauspielerin.

## Leben
Boynton wurde 1994 als Tochter des Journalisten und Autors Graham Boynton und dessen Frau Adriaane Pielou in New York City geboren und wuchs später in London auf.
Ihre erste Filmrolle als junge Beatrix Potter übernahm sie 2006 in der Filmbiografie Miss Potter. Zuvor war sie lediglich in einigen Schultheater-Inszenierungen in kleineren Rollen aufgetreten. Ihre Leistung brachte ihr bei den Young Artist Awards 2007 eine Nominierung in der Kategorie Beste Nebendarstellerin in einem Spielfilm ein. 2007 übernahm sie eine größere Rolle im Fernsehfilm Ballet Shoes.
2016 war Boynton an der Seite von Ferdia Walsh-Peelo als Raphina in John Carneys Musikfilm Sing Street zu sehen. Internationale Bekanntheit erlangte sie 2018 im Biopic Bohemian Rhapsody, dort verkörperte sie Mary Austin, die Verlobte bzw. Ex-Verlobte von Freddie Mercury, Sänger der britischen Rockband Queen.
Von 2018 bis 2022 war sie mit ihrem Schauspielkollegen Rami Malek liiert.

## Filmografie (Auswahl)
- 2006: Miss Potter
- 2007: Ballet Shoes (Fernsehfilm)
- 2008: Sinn und Sinnlichkeit (Sense & Sensibility, Miniserie)
- 2010: Mo (Fernsehfilm)
- 2011: Lewis – Der Oxford Krimi (Lewis, Fernsehserie, Episode 5x04)
- 2011, 2014: Borgia (Fernsehserie, 2 Episoden)
- 2013: Copperhead
- 2014: Der junge Inspektor Morse (Endeavour; Fernsehserie, Episode 2x02)
- 2014: Law & Order: UK (Fernsehserie, Episode 8x06)
- 2015: Life in Squares (Miniserie)
- 2015: Die Tochter des Teufels (February)
- 2016: Sing Street
- 2016: I Am the Pretty Thing That Lives in the House
- 2016: Don’t Knock Twice
- 2017: Rebel in the Rye
- 2017: Mord im Orient Express (Murder on the Orient Express)
- 2017: Let Me Go
- 2017: Gypsy (Fernsehserie, 10 Episoden)
- 2018: Bohemian Rhapsody
- 2018: Apostle
- 2019–2020: The Politician (Fernsehserie, 15 Episoden)
- 2021: Locked Down
- 2021: Modern Love (Fernsehserie, Episode 2x03)
- 2022: Chevalier
- 2022: Agatha Christie’s Ein Schritt ins Leere (Why Didn’t They Ask Evans?, Miniserie, 3 Episoden)
- 2022: Die Ipcress-Datei (The Ipcress File, Fernsehserie, 6 Episoden)
- 2022: Der denkwürdige Fall des Mr Poe (The Pale Blue Eye)
- 2024: The Greatest Hits